# Hufash (huyện)
Huyện Hufash là một huyện thuộc tỉnh Al Mahwit, Yemen. Đến thời điểm năm 2003, huyện này có dân số 37884 người